# Коммунар (Шарангский район)
 Коммунар  — деревня в Шарангском районе Нижегородской области в составе Роженцовского сельсовета.

## География
Расположена на расстоянии примерно 6 км на юг по прямой от районного центра поселка Шаранга.

## История
Основана в 1928 как коммуна Москвинская для нескольких семей. В 1935—1936 годах Москвинская коммуна была преобразована в колхоз «Коммунар», деревня получила название Коммунар. Перед войной в деревне жило около 30 семей. В 1950 году 33 хозяйства и 98 жителей. Позже деревня входила в колхозы «Заветы Ильича» и «Роженцово».

## Население
Постоянное население составляло 3 человека (русские 100 %) в 2002 году, 1 в 2010.